# لينا لوس
لينا لوس (بالألمانية: Lina Loos)‏ (و. 1882 – 1950 م) هي ممثلة، ومؤلفة، وكاتِبة نمساوية، ولدت في فيينا، توفيت في فيينا، عن عمر يناهز 68 عاماً.